# Колорно
Коло̀рно (на италиански: Colorno, на местен диалект Colorni, Колорни) е градче и община в северна Италия, провинция Парма, регион Емилия-Романя. Разположено е на 29 m надморска височина. Населението на общината е 9117 души (към 2011 г.).